# 画像診断
画像診断（がぞうしんだん）とは、電離放射線（X線など）、超音波、核磁気共鳴などを用いて、主として疾患による形態上の変化を画像化し、診断することである。 放射線診断ともいう。詳しくは、 放射線診断学を参照。

## 定義
広義の場合、放射線診断のみでなく、内視鏡検査や眼底カメラなど器官を可視光線の元で撮影を行い、その画像を診断する方法も画像診断の範囲に含めることもある。
一方、診療報酬点数表上での、｢画像診断｣の項目の範囲は、エックス線診断（X線撮影、血管造影など）と、核医学診断（シンチグラフィ、PETなど）、 コンピュータ断層撮影診断（CT、MRIなど）の3診断方法のみである。超音波検査や内視鏡検査などは｢検査｣の項目になり、「画像診断」の項目には含まれない。